# Ivana I. Neapeljska
Da bi omilil napetosti v družini, je Robert 1333. sedemletno Ivano poročili s šestletnim bratrancem iz  madžarske veje rodbine, princem Andrejem. Kot protiukrep se je takoj po smrti Roberta I. (1343) Ivanin stric Karel Draški, ki je tudi zahteval prestol zase, poročil z Ivanino sestro Marijo. Papež Klemen VI. je podpiral prvo zvezo. Toda leta 1345 je bil Andrej v Aversi umorjen.
Ivanina poroka 1347 z bratrancem Ludvikom Tarantskim je še okrepila govorice, ki so jo krivile za Andrejevo smrt. Da bi maščeval bratovo smrt, je v januarju 1348 z vojsko pridrvel v Italijo madžarski kralj Ludvik I. Veliki in zavzel Neapelj. Ivana in mož sta zbežala na svoja posestva v Provansi, in sicer v Avignon, kjer je imel sedež papež Klemen VI.Tu je bila Ivana oproscena domnevnega sodelovanja v Andrejevem umoru, v zameno za prodajo Avinjona, ki je bil dotlej v sklopu njenih posesti. V Neaplju je dal med tem Ludvik I. Veliki obglaviti Karla Draškega, ostale anžujske prince pa je odpeljal s seboj na Madžarsko.
1351 je postala Ivana polnoletna in izvršno oblast je prevzel njen mož. Z blagoslovom papeža Inocenca VI. se je ponovno spustil v boj za Sicilijo, a osvojitev otoka  je bila kratkotrajna in je močno izčrpala kraljestvo. Po Apuliji in Kalabriji so ropale vojaške tolpe, ki jih je ščuval Ludvik Draški (oče Karla Draškega, o katerem bo govora v naslednjem razdelku), kar ga je 1360 pripeljalo v ječo, kjer je bil kasneje zastrupljen. 1355 Ivana ni mogla poravnati fevdnih dajatev in papež jo je izobči. 1362 je umrl njen mož.
S posredovanjem papeža Urbana V. se je Ivana naslednje leto poročila z Jakobom, pretendentom za prestol na Malorci in sorodnikom Aragoncev. To pot ni hotela več možu prepustiti upravljanja države, zato je zapustil Neapelj in 1375 umrl v Kastiliji. 1373 se je morala Ivana z mirom v Aversi dokončno odpovedati zahtevam do Sicilije.
Jakobova smrt je odprla pot do Ivanine naslednje poroke. Njen četrti mož je bil vojskovodja vojvoda Otto IV. von Braunschweig-Grubenhagen. Ta je končno uspel umiriti razmere v kraljestvu in pridobiti naklonjenost papeža. 
1377 se je papež Gregor XI. vrnil iz Avignona v Rim. Po njegovi smrti naslednje leto se je začel zahodni razkol. Ivana se je opredelila za avignonskega protipapeža, zaradi česar jo je 1380 papež Urban VI. proglasil za krivoverko, ki podpira razkol, jo odstavil in ponudil prestol Karlu Draškemu.

### Nastop Karla Draškega
Po smrti zadnjega strica Filipa II. Tarantskega  je postal Ivanin bratranec Karel Draški prvi moški dedič neapeljskega prestola. V mladosti ga je Ivana vzgajala v Neaplju za svojega naslednika, a so ga desetletnega preselili na madžarski dvor, kjer mu je kasneje Ludvik I. Veliki poveril regentstvo nad Hrvaško in Dalmacijo. Sedaj ga je Ivana želela obiti in je iskala zavezništvo na francoskem dvoru. Posvojila je  Ludvika I. Anžujskega, brata francoskega kralja Karla V. Modrega in ga določila za svojega naslednika. Karel Draški se je na povabilo papeža odzval tako, da je 1381 prišel z madžarsko vojsko nad Neapelj, premagal vojskovodjo Otta, zaprl Ivano in se oklical za neapeljskega kralja Karla III. Kasneje je dal Ivano zadaviti. 